# Communauté de la Sainte-Croix
La Communauté de la Sainte-Croix était une communauté issue du renouveau charismatique, créée en 1972 par quatre anciens membres d'une association d'objecteurs de conscience de Grenoble à la suite d'une rencontre de la Communauté de la Théophanie à Montpellier. Auparavant ces objecteurs au nombre de 16 effectuaient leur service civil dans différentes associations et vivaient en colocation à la Monta, un quartier de Saint-Egrève.
Jacky Parmentier, l'un des membres de cette communauté d'objecteurs de conscience, avait fait lors d'un voyage en 1970 une expérience très forte de l'Inde et du yoga, puis du christianisme lors d'un séjour à Saccidananda Ashram en Inde du Sud fondé par les pères Jules Monchanin et Henri Le Saux. L'expérience de l'objection de conscience conduira la jeune communauté à prôner des valeurs non-violentes. En raison de difficultés croissantes, les départs se multiplient à partir de 1982, le groupe se réduisant finalement à quatre personnes, Jacky Parmentier, Jean Schneider et le couple Denis et Monique Blanchon. Ces derniers vivaient auparavant à la communauté de l'Arche de Lanza del Vasto que fréquentaient également les trois autres communautaires de La Monta. La communauté est dissoute en septembre 1984.

## Naissance et développement de la Communauté
C'est à l'été 1972 que ce groupe de quatre personnes trouve un nouvel élan grâce à la découverte de la prière spontanée, la lecture de la Bible, et le baptême dans l'Esprit, en s'inspirant du Renouveau charismatique. Informé de l'existence de cette communauté, l'évêque de Grenoble, Gabriel Matagrin, rend visite au groupe qui compte alors une dizaine de personnes logées à La Monta. Il reconnaît l'authenticité de cette nouvelle forme de vie chrétienne au sein de l’Église catholique et encourage vivement les membres de la communauté qui prend le nom de Sainte Croix. L'évêque suivra la communauté durant toute son existence et en mai 1978 ordonnera diacre Jacky Parmentier au service de la communauté de la Sainte Croix dont il est devenu le « berger » responsable. Jacky Parmentier est entouré d'un « conseil des anciens », dont Jean et Martine Schneider, Denis et Monique Blanchon.

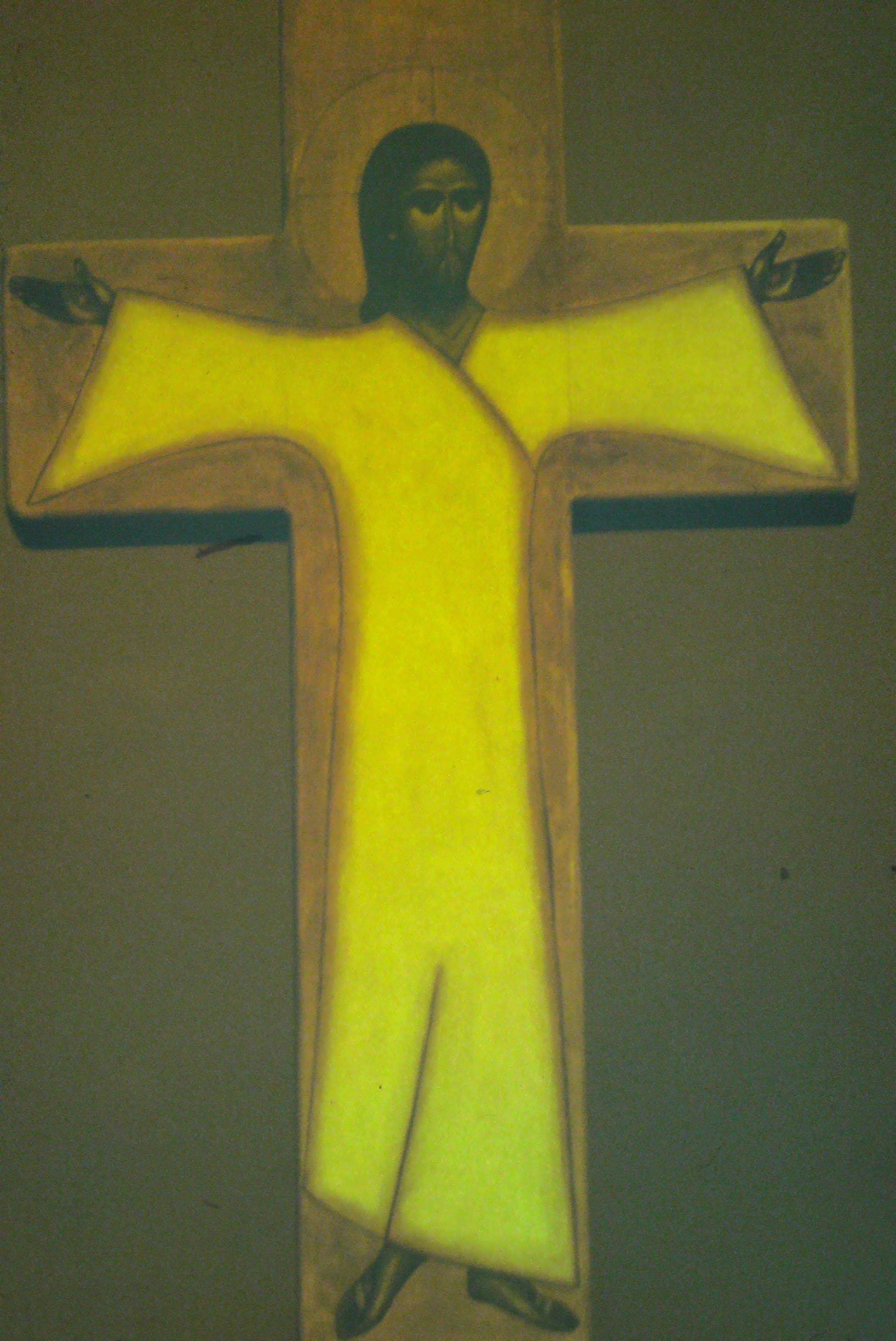

Par son action évangélisatrice, la communauté  connaît un important essor entre 1975 et 1980. Elle acquiert une ancienne colonie de vacances à Saint-Barthelemy du Gua, puis multiplie l'ouverture de fraternités à Grenoble, Cabrière, La Villeneuve, Chamberton, etc.
En 1978, la communauté se voit confier le site de Corenc-le-Haut par les sœurs de la Providence, composé d'un ancien pensionnat et d'une église. La rénovation des lieux permet à la communauté de pratiquer une liturgie basée sur les chants et hymnes inspirées du rite byzantin du dominicain André Gouzes. La Sainte Croix regroupe des convertis au Renouveau charismatique dans l'association des « Pauvres du Seigneur ». Ces derniers ne vivent pas en communauté mais participent à la vie liturgique et versent une dîme à la Sainte Croix. La communauté grandit également au fil des mariages entre membres et des naissances d'enfants. En 1979, la Sainte Croix et les Pauvres du Seigneur fusionnent constituant ainsi une seule communauté comptant plus d'une centaine de membres.
Les actions d'évangélisation se poursuivent avec un spectacle d'évangélisation « Lumière Joyeuse » entre 1978 et 1982. À Grenoble est ouvert un café chrétien qui prend le nom de Nicodème. Sont également dispensés de nombreux enseignements bibliques. Les membres de la communauté se ressourcent fréquemment dans des monastères tels que Tamié, Hautecombe, Chalais, Currière, ou encore Chevetogne en Belgique. À partir de 1977 la communauté de la Sainte Croix et celle de la Théophanie ouvrent une fraternité en Israël au Couvent Saint-Jean-du-Désert prêté par les Franciscains de Jérusalem situé à Ein Karem.
La communauté acquiert en 1981 d'un important domaine agricole à Saint-Chamas dans les Bouches du Rhône. Cette installation est  précédée par l'ouverture d'une petite fraternité à Puyricard. Ce nouveau site de 50 hectares baptisé "Belval" permet à la communauté de créer un Gaec axé sur la production de foin de la Crau et de maraîchage ainsi qu'une Scop d'artisans offrant des prestations dans plusieurs corps de métier. Dans le même temps, la communauté de la Sainte Croix s'installe dans deux nouvelles fraternités, l'une à Mulhouse confiée à Jean Schneider, l'autre à Annecy confiée à Didier Martinet.

## Crise et dissolution
En 1978, la communauté  rencontre des problèmes de gouvernance. L'autorité de Jacky Parmentier est remise en question par un ancien cadre de l'Arche de Lanza del Vasto, Joseph Pyronnet, qui quitte la communauté. En 1980, l'un des tout premiers membres, Jean Schneider est écarté de la direction de la communauté. En 1982 des tensions se font jour, en particulier à « Belval» où les familles sont nombreuses et réclament plus de temps personnel par rapport à des foyers où les célibataires sont majoritaires. Un fossé se creuse entre ceux qui assument la bonne marche du Gaec et de la Scop et d'autres membres plus libres de leur temps.
Jacky Parmentier se rapproche du Foyer de Charité de la Roche d'Or et des Fondations du Monde nouveau de Jean Michel Rousseau. Sous son influence, le « berger », « de son propre chef, sans avoir consulté aucun de ses conseils ni prévenu l’évêque » cherche à imposer de manière autoritaire un projet de refondation de la Sainte Croix sous une forme moins communautaire. Jacky Parmentier multiplie les week-ends communautaires de l'été 1982 à la mi 1983 afin de convaincre les membres d'adhérer à son projet de refondation. Les membres sont invités à participer à des stages de PRH (Personnalité et relations humaines) basés sur la connaissance de soi et la recherche du bien être personnel. De nombreux membres de la Sainte Croix quittent la communauté fin 1983 et une visite canonique est décidée et confiée au père jésuite Étienne Garin. À l'exception de celle de Mulhouse, toutes les fraternités sont dissoutes. Jacky Parmentier regroupe à Belval ceux qui ont adhéré à son projet. C'est un petit nombre de familles et quelques célibataires qui doivent faire tourner ce domaine avec le départ de la plupart des agriculteurs et des artisans de la Scop.
En septembre 1984, les anciens membres qui ne s'étaient pas soumis à l'orientation de Jacky Parmentier obtiennent de Gabriel Matagrin la dissolution de la communauté. L'évêque leur expose les conclusions de l'enquête canonique et désigne le Père Martinais, comptable de l'évêché de Grenoble, afin de liquider les biens communautaires pour payer les créanciers et rembourser les prêts.